# Њивице (Радече)
Њивице (словен. Njivice) је насељено место у словеначкој општини Радече у покрајини Долењска која припада Посавској регији. До јануара 2014. припадало је Савињској регији.
Налази се на надморској висини 251,2 м, површине 0,48 км². Приликом пописа становништва 2011. године насеље је имало 106 становника. 